# Turkozelotes
Genre
Turkozelotes est un genre d'araignées aranéomorphes de la famille des Gnaphosidae.

## Distribution
Les espèces de ce genre se rencontrent en écozone paléarctique.

## Liste des espèces
Selon World Spider Catalog (version 26,23/04/2025) :
- Turkozelotes adullam (Levy, 2009)
- Turkozelotes africanus Lecigne, 2025
- Turkozelotes attavirus Chatzaki, 2019
- Turkozelotes kazachstanicus (Ponomarev & Tsvetkov, 2006)
- Turkozelotes mccowani (Chatzaki & Russell-Smith, 2017)
- Turkozelotes microb Kovblyuk & Seyyar, 2009
- Turkozelotes noname Mazzia & Cornic, 2020

## Systématique et taxinomie
Ce genre a été décrit par Kovblyuk et Seyyar en 2009 dans les Gnaphosidae.

## Publication originale
- Kovblyuk, Seyyar, Demir & Topçu, 2009 : « New taxonomic and faunistic data on the gnaphosid spiders of Turkey (Aranei: Gnaphosidae). » Arthropoda Selecta, vol. 18, no 3/4, p. 169-187 (texte intégral).